# Castel del Monte
Castel del Monte este un monument din secolul al XIII-lea, înscris în lista UNESCO a patrimoniului mondial.

## Galerie de imagini

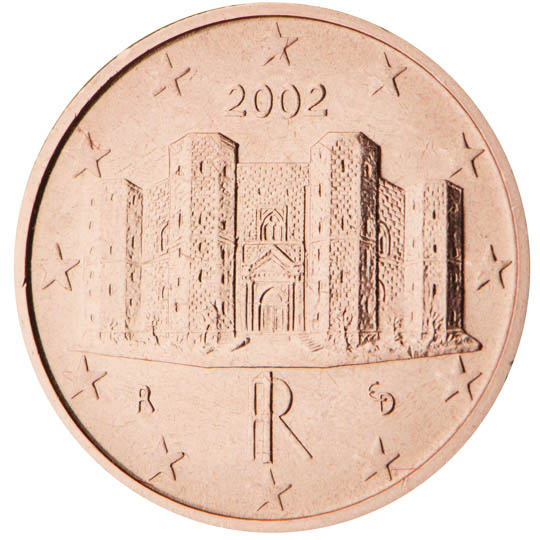
Fața națională a monedelor euro italiene de 1 cent